# Marin Hamill
Marin Hamill (ur. 5 kwietnia 2001 w Salt Lake City) – amerykańska narciarka dowolna, specjalizująca się w slopestyle'u i Big Air.
Po raz pierwszy na arenie międzynarodowej pojawiła się 10 grudnia 2015 roku w Copper Mountain, gdzie w zawodach FIS Cup zajęła dziewiąte miejsce w half-pipie. W 2017 roku wystąpiła na mistrzostwach świata juniorów w Valmalenco, zajmując czwarte miejsce w slopestyle'u.
W Pucharze Świata zadebiutowała 28 stycznia 2017 roku w Seiser Alm, plasując się na 18. pozycji w slopestyle'u. Tym samym już w debiucie zdobyła pierwsze pucharowe punkty. Na podium zawodów tego cyklu pierwszy raz stanęła 16 stycznia 2022 roku w Font-Romeu, kończąc rywalizację w tej samej konkurencji na drugiej pozycji. W zawodach tych rozdzieliła Francuzkę Tess Ledeux i Austriaczkę Larę Wolf. W klasyfikacji końcowej slopestyle'u w sezonie 2019/2020 zajęła drugie miejsce.
W 2021 roku wystartowała na mistrzostwach świata w Aspen, gdzie zajęła piąte miejsce w slopestyle'u i siedemnaste w Big Air. Na rozgrywanych rok później  igrzyskach olimpijskich w Pekinie była czternasta w Big Air i dwunasta w slopestyle'u.

## Osiągnięcia

### Igrzyska olimpijskie
| Miejsce | Dzień     | Rok  | Miejscowość | Konkurencja | Zwyciężczyni     |
| ------- | --------- | ---- | ----------- | ----------- | ---------------- |
| 14.     | 8 lutego  | 2022 | Pekin       | Big Air     | Eileen Gu        |
| 12.     | 15 lutego | 2022 | Pekin       | Slopestyle  | Mathilde Gremaud |

### Mistrzostwa świata
| Miejsce | Dzień    | Rok  | Miejscowość | Konkurencja | Zwyciężczyni        |
| ------- | -------- | ---- | ----------- | ----------- | ------------------- |
| 5.      | 13 marca | 2021 | Aspen       | Slopestyle  | Eileen Gu           |
| 17.     | 16 marca | 2021 | Aspen       | Big Air     | Anastasija Tatalina |

### Puchar Świata

#### Miejsca w klasyfikacji generalnej
- sezon 2016/2017: 136.
- sezon 2017/2018: 174.
- sezon 2018/2019: 80.
- sezon 2019/2020: 29.

Od sezonu 2020/2021 klasyfikacja generalna została zastąpiona przez klasyfikację Park & Pipe (OPP), łączącą slopestyle, halfpipe oraz big air.
- sezon 2020/2021: 11.
- sezon 2021/2022: 11.

#### Miejsca na podium zawodach
1. Font-Romeu – 16 stycznia 2022 (slopestyle) – 2. miejsce